# Limenitis fillo
Limenitis fillo är en fjärilsart som beskrevs av Hans Fruhstorfer 1907. Limenitis fillo ingår i släktet Limenitis och familjen praktfjärilar. Inga underarter finns listade i Catalogue of Life.